# Координаційний центр біобезпеки
Координаційний центр біобезпеки (КЦБ) — міжнародний механізм обміну інформацією про переміщення генетично модифікованих організмів, створений відповідно до Картахенського протоколу з біобезпеки. Він допомагає Сторонам (тобто урядам, які ратифікували Протокол) у виконанні положень протоколу та сприянні обміну інформацією та досвідом щодо живих модифікованих організмів (також відомих як генетично модифіковані організми, ГМО). Він також допомагає Сторонам та іншим зацікавленим сторонам приймати обґрунтовані рішення щодо імпорту або випуску ГМО.
Центральний портал Координаційного центру з біобезпеки доступний через Інтернет. Портал є розподіленою системою, і інформація в ній належить і оновлюється самими користувачами через систему аутентифікації, що забезпечує своєчасність і точність.

## Мандат
Пункт 1 статті 20 Картахенського протоколу з біобезпеки заснував КЦБ як частину механізму обміну даними Конвенції про біологічне різноманіття, щоб: (a) сприяти обміну науковою, технічною, екологічною та правовою інформацією про живі змінені організми та досвідом роботи з ними; та (b) Допомога Сторонам у впровадженні Протоколу, беручи до уваги особливі потреби Сторін, що розвиваються, зокрема найменш розвинених і малих острівних держав, що розвиваються серед них, і країн з перехідною економікою, а також країн, які є центрами походження і центри генетичного різноманіття.

### Перше використання в міжнародному праві
КЦБ відрізняється від інших подібних механізмів, створених згідно з іншими міжнародно-правовими угодами, оскільки він фактично є важливим для успішної реалізації його головного органу, Протоколу. Це був перший створений механізм обміну інформацією в Інтернеті, який необхідно використовувати для виконання певних міжнародно-правових зобов'язань — не тільки Сторони Протоколу мають юридичне зобов'язання надавати певні типи інформації КЦБ протягом визначених часових проміжків, але деякі положення неможливо реалізувати без використання КЦБ.
Наприклад, згідно зі статтею 11.1 Протоколу, рішення щодо внутрішнього використання ГМО, яке може перетинати міжнародні кордони (це включає розміщення на ринку), має бути повідомлено іншим потенційно зачепленим Сторонам через КЦБ протягом 15 днів після прийняття рішення, щоб дозволити їм оцінити потенційний вплив на їхні власні території. Це відрізняється від процедури попередньої обґрунтованої угоди, яка є більш традиційною двосторонньою дискусією між імпортерами та експортерами для отримання попередньої інформованої згоди перед випуском ГМО в навколишнє середовище.

## Інтероперабельність та Центральний портал КЦБ
Координаційний центр біобезпеки розроблено таким чином, щоб він міг працювати з іншими базами даних, тому уряди можуть реєструвати свою інформацію в центральній базі даних Мережі обміну біобезпекою або в іншій (сумісній) базі даних на свій вибір. Розташування інформації не має значення для користувача, який може отримати всю інформацію через Центральний портал Механізму обміну інформацією з біобезпеки.
На сьогодні визначено низку відповідних баз даних, які сумісні з Центральним порталом, включаючи національні сайти, такі як Уніфікований вебсайт регуляторних органів Сполучених Штатів з питань біотехнології та Швейцарський центр обміну інформацією з біобезпеки, а також міжнародні бази даних, такі як Організація економічного співробітництва та розвитку (ОЕСР) унікальна ідентифікаційна база даних, база даних публікацій Міжнародного центру генної інженерії та біотехнології (International Centre for Genetic Engineering and Biotechnology — ICGEB) про біобезпеку та Продовольча та сільськогосподарська організація GM Foods Platform.

## Інформація в Центрі обміну інформацією з біобезпеки

### Категорії інформації в КЦБ
BCH містить інформацію, яку мають надати Сторони Протоколу, наприклад рішення щодо випуску або імпорту ГМО, оцінки ризику, компетентні національні органи та національне законодавство; а також іншу відповідну інформацію та ресурси, включаючи інформацію про розбудову потенціалу, реєстр призначених урядом експертів у цій галузі та посилання на інші вебсайти та бази даних через Центр інформаційних ресурсів з біобезпеки.
Уряди, які не є Сторонами Протоколу, також заохочуються вносити інформацію до BCH, і фактично велика кількість рішень у BCH була зареєстрована двома урядами, що не є Сторонами (Канада та Сполучені Штати).

### Організація інформації в КЦБ
BCH використовує загальні формати для подання інформації з розподілених джерел і стандартизовану термінологію або «контрольований словник» для класифікації інформації, що міститься в базах даних. Це дозволяє багатьом користувачам КЦБ використовувати однакові терміни незалежно від того, реєструють вони інформацію чи шукають її, включаючи синоніми в межах мови; відношення між термінами; і між мовами. Щоб забезпечити доступ до глобальної інформації, КЦБ працює всіма шістьма мовами ООН як для звітування, так і для отримання даних (англійською, французькою, іспанською, російською, арабською та китайською).

## Розбудова потенціалу для участі в КЦБ
Визнаючи важливість використання та участі Сторін у КЦБ, Глобальний екологічний фонд схвалив у березні 2004 року проєкт вартістю 13 мільйонів доларів США під назвою «Розбудова потенціалу для ефективної участі в Інформаційному центрі з біобезпеки (БКБ) Картахенського протоколу» для надання допомоги правомочними Сторонами Протоколу. 139 країн мають право на фінансування в рамках цього проєкту.